# スポットライト症候群
スポットライト症候群（スポットライトしょうこうぐん）とは、舞台上でスポットライトを一身に浴びるように一度華々しく世間から注目を浴びてしまうと、引退後もその恍惚的な感覚を忘れることができず、「もう一度スポットライトの中に立ってみたい」という欲求に駆られる状態を指す日本の俗語。
週刊誌などで用いられる言葉であり、正式な精神医学・心理学の用語ではない。

## 概要
1977年に解散したキャンディーズの伊藤蘭、田中好子、藤村美樹が1980年以降に復帰して以降、一度引退した芸能人がその後復帰するケースがよく見られたことから、「スターになって一度スポットライトを浴びた人は、辞めても時間がたつとまたライトを浴びたくなる」という言説が出来上がった。
主に引退した芸能人に対して使用されるが、一線を退いた政治家やアスリートに対して使用される例もある。

## その他の用法
単に「目立つことが大好き」「自己顕示欲が強く、常に注目を浴びていないと気がすまない」という意味合いでスポットライト症候群という言葉が使用されている例もある。